# 113 13
113 13 är ett informationsnummer som används i telefonnätverk i Sverige.

## Sverige
Sedan 11 mars 2013 används 113 13 som nationellt informationsnummer i Sverige för icke akuta händelser i syfte att avlasta SOS Alarms nödnummer 112. Syftet är att öka förmågan att snabbt och säkert varna, vägleda och informera allmänhet och media vid händelser som innebär fara för människors liv, hälsa, egendom och miljö. 113 13 är ett stöd för kommuner och andra ansvariga aktörer vid förmedling av information till allmänheten vid allvarliga olyckor och kriser i samhället. Allmänheten ska förutom att 
efterfråga information om allvarliga olyckor och kriser också kunna lämna information via tjänsten.
113-serien kan komma att harmoniseras i framtiden. Om så sker kan PTS behöva ompröva allokeringen av numret 113 13.